# Картли-Кахетинский Царский Дом
Картли-Кахетинский Царский Дом (Царский Дом Грузии) — ветвь грузинского царского рода Багратионов, образовавшаяся в 1466 году после воцарения в Кахети Георгия VIII под именем Георгий I.

## Предыстория

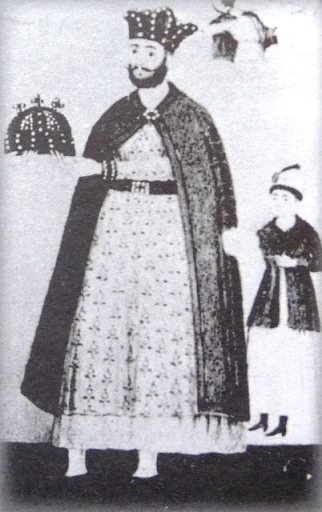
Первый царь Кахетии, Георгий I, он же последний царь объединённого грузинского царства Георгий VIII

Во время правления Георгия VIII завершился длительный процесс дробления единой феодальной монархии Грузии на региональные царства. Первым от единого царства откололся регион Самцхе-Сатабаго. В Западной Грузии с претензией на царствование выступил эристави Баграт, объявивший войну Георгию.
В битве при Чихори (1463) Георгий VIII потерпел поражение. В 1465 году глава Самцхе-Сатабаго атабаг Кваркваре II пленил Георгия VIII. Воспользовавшись этим, Баграт объявил себя царем Имеретии (1466). Освобожденный из плена Георгий VIII (1466) был вынужден вернуться в Кахетию, что дало начало отделения Кахетии и образованию Кахетинского царского дома.
Окончательно Кахетинское царство стало самостоятельным при царе Александре I (1476—1511), родоначальником правящей (царской) кахетинской ветви Багратионов является Георгий II «Злой», его сын.
От младшего брата Георгия, царевича Деметре, прозванного впоследствии Твалдамцвари (груз.: თვალდამწვარი, рус. ослепленный/глазогорящий), образовывается княжеская ветвь Багратион-Давитишвили. Брат Деметре, Злой Георгий, после убийства своего отца Александра I, ослепил своего брата Деметре (ему приказали выжечь глаза), а после этого пожаловал ему земельные угодья. Деметре, опасаясь брата, бежал вместе со своей семьей из Кахети. Впоследствии они осели в Картли, близ Мцхеты, получив тавадский (княжеский) титул от своего сродника, царя Картли.
Кахетинские Багратионы неоднократно пытались начиная с XVII века занять престол в Картлийском царстве. На некоторое время это удалось царю Теймуразу Первому: его внук Ираклий I был сначала царем Картли (1688—1703), затем Кахети (1703—1709). Сын Ираклия I, Теймураз II, царь Кахети (1732—1744), женатый на дочери грузинского царя Вахтанга VI Законоиздателя, царевне по имени Тамар, занял в 1744 году картлийский престол, уступив трон в Кахети своему сыну Ираклию II, который после смерти отца (1762) стал царем объединённого Картли-Кахетинского царства.
Кахетинский Царский дом впоследствии поделился на три ветви.

## Царский дом Грузии (Багратиони-Грузинские)

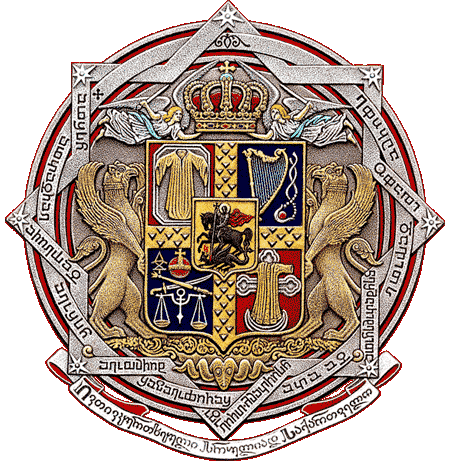
Герб Картли-Кахетинского царского Дома

Цари и царевичи Грузинские, впоследствии Светлейшие князья Грузинские - младшая ветвь, предки которых царствовали в Кахетии до 1744 г., потом в Кахетии и Картли вместе, с 1744 по 1800 год. После смерти царя Кахети, Теймураза II, его сын, Ираклий II, стал царем объединённого Картли-Кахетинского царства. После кончины Ираклия II воцарился его сын, Георгий XII. Процарствовав всего три года, он умер. Его наследник, царевич Давид, не решился объявить о вступлении на престол и ожидал в соответствии с Георгиевским трактатом 1783 года, согласия на это русского императора. По получении известия о кончине царя Георгия XII император Павел I ещё до обнародования подписанного им 18 января 1801 г. манифеста о присоединении Грузии к России вызвал к себе сыновей скончавшегося царя: 
- Иоанна,
- Баграта
- и Михаила.

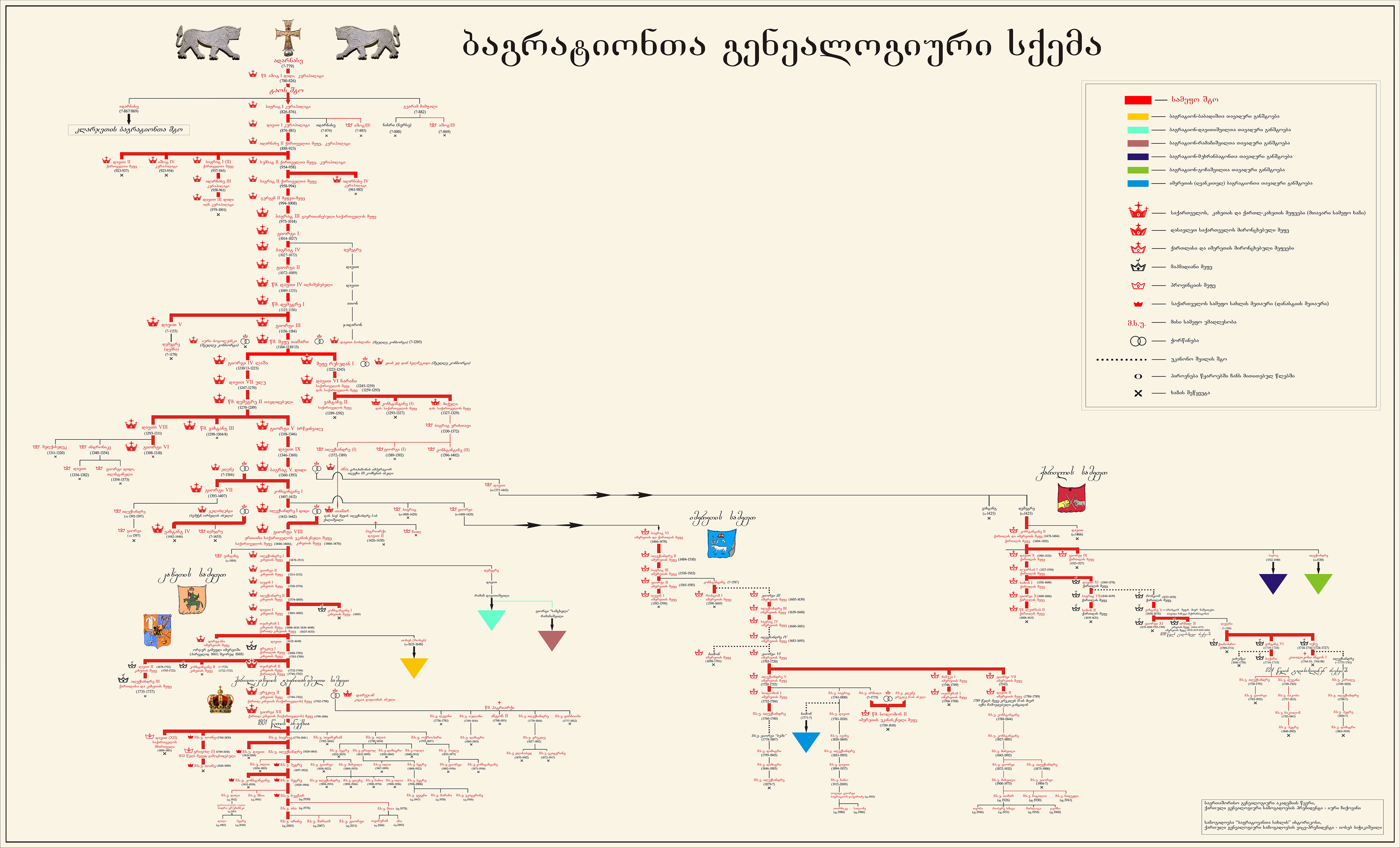
Полное генеалогическое древо династии Багратионов

Царевичи выехали из Тбилиси 9 марта, а вскоре за ним последовал царевич Мириан Ираклиевич. Они были пожалованы кавалерами ордена Св. Анны 1-й степени и в числе почетных гостей присутствовали на коронации императора Александра I.
Но 12 сентября 1801 года был опубликован манифест о присоединении Грузии к России,  
не для прибавления границ, а для отвращения скорбей грузинского народа...из манифеста
В Грузию был назначен главноуправляющий (фактически генерал-губернатор), учреждено Верховное грузинское правительство, в основном из русских чиновников. В апреле 1802 года манифест был обнародован в Тбилиси и в других городах Картли и Кахети, и жителей стали приводить к присяге на верность российскому императору. Оставшиеся члены царской семьи были приглашены к петербургскому двору. Так как добровольно они выехать не желали, их насильно депортировали вглубь России.
19 февраля 1803 года под усиленным караулом были отправлены в Петербург наследник престола - Давид XII Георгиевич, и его дядя Вахтанг Ираклиевич. 
16 апреля 1803 года в 8 утра явился генерал Лазарев. Войдя в покои царицы Мариам, он потребовал немедленного выезда. В ответ на просьбы царицы Мариам, Лазарев грубо схватил её за руку с намерением вывести силой. Присутствоваший при этой сцене князь Николай Химшиашвили обнажил кинжал и нанес Лазареву смертельную рану. Покинув дворец через чёрный ход, князь сумел бежать в Ахалцихе. Главнокомандующий Цицианов обвинил в убийстве Лазарева саму царицу Мариам. Три дня спустя она вместе с пятилетним сыном царевичем Ираклием была выслана в Россию и заключена на "покаяние" в женский монастырь в Белгороде. 
В октябре того же года в Петербург была выслана престарелая царица Дарья (вдова Ираклия II), а затем и юные царевичи:
- Илья,
- Окропир
- и Джибраил Георгиевичи,

Которые были определены в 1-й Петербургский кадетский корпус. После этого в Картли и Кахети не осталось представителей Кахетинского Царского Дома. Царевичи Юлон и Фарнаваз Ираклиевичи ещё до объявления манифеста укрылись при дворе Имеретинского царя Соломона II. А царевичи Александр и Теймураз Георгиевичи выехали в Иран. Позже Юлон и Фарнаваз организовали вооруженное выступление, но были взяты в плен 4 апреля 1805 года и депортированы с семьями в Россию. Юлон был сослан в Тулу, а Фарнаваз в Воронеж. Впоследствии им разрешили жить в Петербурге и Москве. В 1810 году добровольно вернулся из Ирана царевич Теймураз, находившийся на персидской службе на должности начальника артиллерии, и также был выслан в Петербург. Их судьбы разделили и многие наиболее влиятельные представители грузинской аристократии.
Даже Грузинская Православная Церковь утратила самостоятельность, её автокефалия была упразднена. В 1811 году католикос Антоний II (царевич Теймураз Ираклиевич) был вызван в Петербург для участия в заседании Синода, членом которого он состоял, но вернуться обратно уже не смог. Высочайшим указом была упразднена автокефалия (независимость) Грузинской Церкви (одной из древнейших христианских церквей во всем мире), и был учрежден экзархат Синода, который стал вводить в грузинских церквях служения на русском языке. После присоединения Грузии к России супруги и дети Ираклия II сохранили титул царевичей и царевен, а их потомству Высочайшим указом был присвоен титул князей Грузинских. Высочайше утвержденным 20 июня 1865 года мнением Государственного Совета кахетинской ветви князей Грузинских, потомкам последних царей Грузии, Ираклия II и Георгия XII, в отличие от потомков царя Вахтанга V Бахуты, был присвоен титул Светлости. 
Определениями Правительствующего Сената 16 августа 1865 года, 15 марта 1867 года, 17 декабря 1873 года, 11 февраля 1874 года, 9 августа 1879 и 31 января 1885 года были утверждены в княжеском достоинстве с титулом светлости поручик Кавалергардского полка, Иоанн Григорьевич, полковник Григорий Ильич (ум. 1899) с супругой Ольгой, и детьми:
- Александром,
- Ильей,
- Петром,
- Анастасией,
- Елизаветой,
- Тамарой и Ниной,
- корнет Кавалергардского полка Николай Ильич,
- действительный тайный советник, Ираклий Александрович,
- вдова губернского секретаря Павла Окропировича[2] Анастасия Николаевна, урождённая княжна Долгорукова, и дети их,
- Георгий,
- Константин,
- Павел и Нина.
 Герб светлейших князей Грузинских по ходатайству светлейшей княжны Анастасии (супруги Павла Окропировича Багратион-Грузинского), и её детей был Высочайше утвержден 22 января 1886 года и внесен в XIV том "Общего Гербовника" (под №2).

Сегодня главой этой линии и в целом рода Багратионов является царевич и светлейший князь Нугзар Петрович Багратион-Грузинский.

## Княжеская ветвь Багратион-Давитишвили
Князья Багратион-Давитишвили (потомство Деметре Твалдамцвари, сына царя Кахети, Александра I, изгнанные из Кахетии его братом, Злым Георгием). По сей день носят титул Тавади. Происходят они по прямой линии от царевича Деметре (Димитрия), младшего сына царя Кахети Александра I.

В составленных в 1799 году царевичем Иоанном (сыном царя Георгия XII) в списках грузинских князей и дворян указано, что:
В ущелье цхинвальской реки, в долине Нули, проживают тавади Давитишвили, и есть они фамилии Багратиони.царевич Иоанн Багратиони, краткое описание фамилий князей и дворян, живущих в Грузии
История образования ветви
В начале XVI века, старший сын царя Кахети Александра, Георгий, открыто вступил в конфронтацию с отцом и братом. Этот семейный конфликт разгорался долгое время.
Георгий считал, что отец желает отстранить его престолонаследия и передать трон своему любимому младшему сыну, Деметре, и с ревностью Георгий воспринимал знаки внимания отца к своему младшему брату. Царь Александр отправил царевича Деметре послом в Ширван к шаху Ирана Исмаилу, где царевич был принят с большим почетом. Деметре был единомышленником отца и поддерживал его в споре с Георгием, выступавшим за войну с Картли и захват владений картлийских. Когда же царь Александр и царевич Деметре воспрепятствовали осуществлению очередного военного плана Георгия, тот направил оружие против собственного отца.

По словам царевича и историка Вахушти,
Георгий в непослушании устремился к царству отцовскому, чтобы удовлетворить желание свое и посреди поля в сражении убил отца Александра, царя кахов и пленил брата своего, Деметре, чтобы в Персию он не бежал, и лишил глаз его.Вахушти Багратиони, История царства Грузинского
Хронист Бери Эгнаташвили писал:
Георгий выжег брату глаза.
Согласно сведениям историка Парсадана Горгиджанидзе, на это его надоумили его сторонники, опасавшиеся переворота в Кахетии и мести брату за убитого им отца.

Князья Чолокашвили доложили царю Георгию:
«Кахетинцы служат вашему брату. Не знаем, что он замышляет. Будет лучше, если выжжете ему глаза».
На это царь кахетинский Георгий II ответил:

«За это бог не сотворит со мной ничего хорошего. Он вырастил меня, женил. Сам был младшим братом, но свое царствование уступил мне. Как же я могу так поступить с ним?».
\Однако те не отстали от него, пока не заставили выжечь брату глаза. Но у него все-таки осталось зрение настолько, что, лежа под деревом, смог сбить стрелой с дерева голубя. Когда об этом узнали его недруги, приказали лекарю, наложить такие лекарства, чтобы совсем лишился зрения, перестал видеть. Лекарь выполнил их указания, и Деметре вторично лишили оставшегося зрения.
Батонишвили (с грузинского — царевич) Деметре, получивший прозвище твалдамцвари (его потомки долгое время носили прозвание твалдамцвриани/твалдамцвиришвили, что переводится с грузинского языка как Глазогорящие), вместе с женой и ребёнком бежал из Кахетинского царства в Иран, где просил помощи у шаха.
По словам Парсадана Горгиджанидзе, Деметре пришёл в дом шаха и попросил Шаха-Тамаза о помощи. Он также пообещал Кахетию и большую сумму денег, но Деметре не смог вернуться в Кахетию и на полученные деньги купил деревни в Картли (Дирби, Броти и Бебниси).

В Картлийском царстве, сродник царевича Деметре, царь Картли, Давид X Багратиони, пожаловал во владения удельные города Деметре. Однако позднее его потомки будут вынуждены покинуть Картлийское царство из-за конфликта с царем Свимоном, перебравшись в Имеретинское царство, где породнились с имеретинскими царями.
На Грузинском царстве был царем после прапрародителей своих царей и прадеда, и деда, и отца своего царя Давыда царь Александр, а у него были два сына: царевич Георгий Александрович, царевич Димитрий Александрович. И царевич Георгий Александрович по жестокосердию своему отца своего, царя Александра Давыдовича убил досмерти, а у меньшего брата  царевича Димитрия Александровича, выжег очи и дал ему удельные городы, а сам стал царствовать на грузинском царстве и царевич Димитрий Александрович еще опасаясь его на себя всякого зла, оставя удел свой, отъехал к сроднику своему, к карталинскому царю. И карталинский царь дал ему удел же."Роспись князей Давыдовых”, 1979:197
Его потомки сохраняли традицию царственного происхождения, роднились с другими ветвями Багратионов и крупными феодальными родами Грузии, быстро выбравшись из нищеты в богатых вельмож. В Нули располагалась главная крепость этой княжеской фамилии.
Давид, сын батонишвили Деметре твалдамцвари, укрывается в Имеретинском царстве из-за конфликта в Картли c Симоном, где правит царь Баграт III (1510—1565).

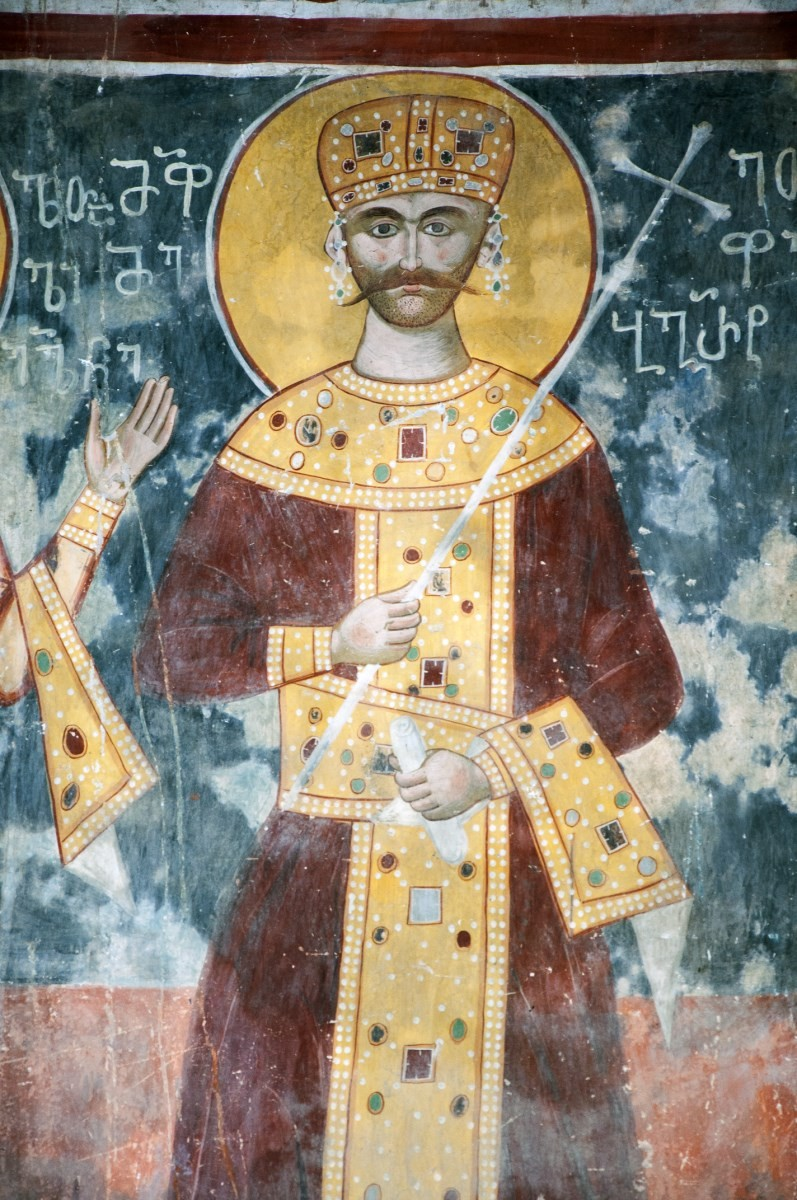
Царь Имеретинский, Баграт III. Пожаловал Давиду Багратиони имения. Сын Давида, Рамаз Багратион-Давитишвили, в будущем женится на его дочери.

Имеретинское царство около 1535—1545 годов

Баграт III, царь Имеретинский, пожаловал следующие земельные угодья Давиду: в Верхней Картли деревни и Нули вместе с её крепостью, Торманеули, Гвершети, Плеви, Канбади, Мцхетисджвари, крестьян Мохиси и Руиси и церковь с кладбищем, а также дворян Херхеулидзе и Татишвили.
Это важный документ о власти князей Багратион-Давитишвили; её основу положили владения сына Деметре батонишвили — Давида, который фигурирует как родоначальник фамилии, от него же и образовывается приставка Давитишвили (буквально — дети Давида, Давидовы). Таким образом, их удельное княжество образовалось в результате обособления этой ветви царского рода Багратионов — и учредилось в Садавитишвило (удельное княжество рода, сатавадо). Сын этого Давида, Рамаз, впоследствии женится на дочери имеретинского царя Баграта III.

В труде, изложенном историком Парсаданом Горгиджанидзе, указывается:
Имеретинский царь выдал за Рамаза дочь. Во всей Картли и Имерети не было мужчины лучше его. И царское приданое получил хорошее, и в Самцхе дали ему имения.
У него родилось семь сыновей от сестры царя: Костантиела, Элизбар, [Давид], Сиаош, Георгий. Давид стал бокаултухуцесом. Сиаошу царь Свимон пожаловал должность кылыдж-корчи. А Георгия, своего младшего брата, они выгнали, не дав даже одного слуги. И он всюду сопровождал царя. Все, кто видел его, спрашивали, кто он такой? Царь отвечал, что это младший сын Рамаза, и все щедро одаривали. Однако он был очень стеснен тем, что не имел подданных. Мать его была дочерью владетеля Шавшети и была царевной. Она находилась в Самцхе, в родительском доме. Георгий отправился к матери и, поскольку его постригли в монахи, признался матери и сказал: «Мама, я не могу быть монахом».
Царь-мученик Картли, Луарсаб II также пожаловал роду Багратиони-Давитишвили земельные угодья в Картли около 1608 года.
Волей и благодатью Божией мы, боговенчанный царь-покровитель Луарсаб, милуем тебя и вручаем эту книгу и знак милости тебе, нашему верному и преданному мужу-слуге Давиду бокаултухуцесу и сыновьям твоим; Константину и Элизбару из родового дома твоего.

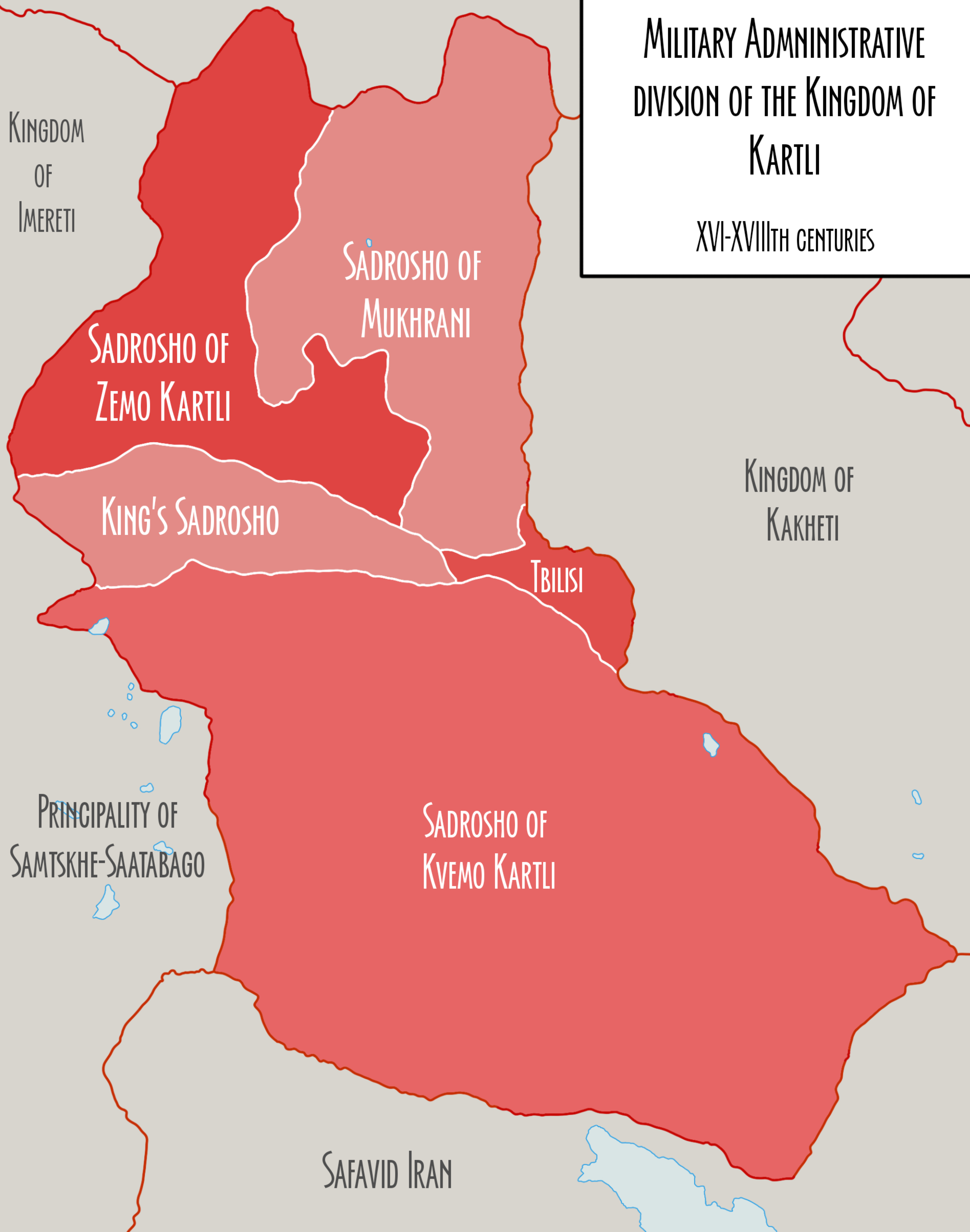
Картлийское царство около XVI—XVIII веков

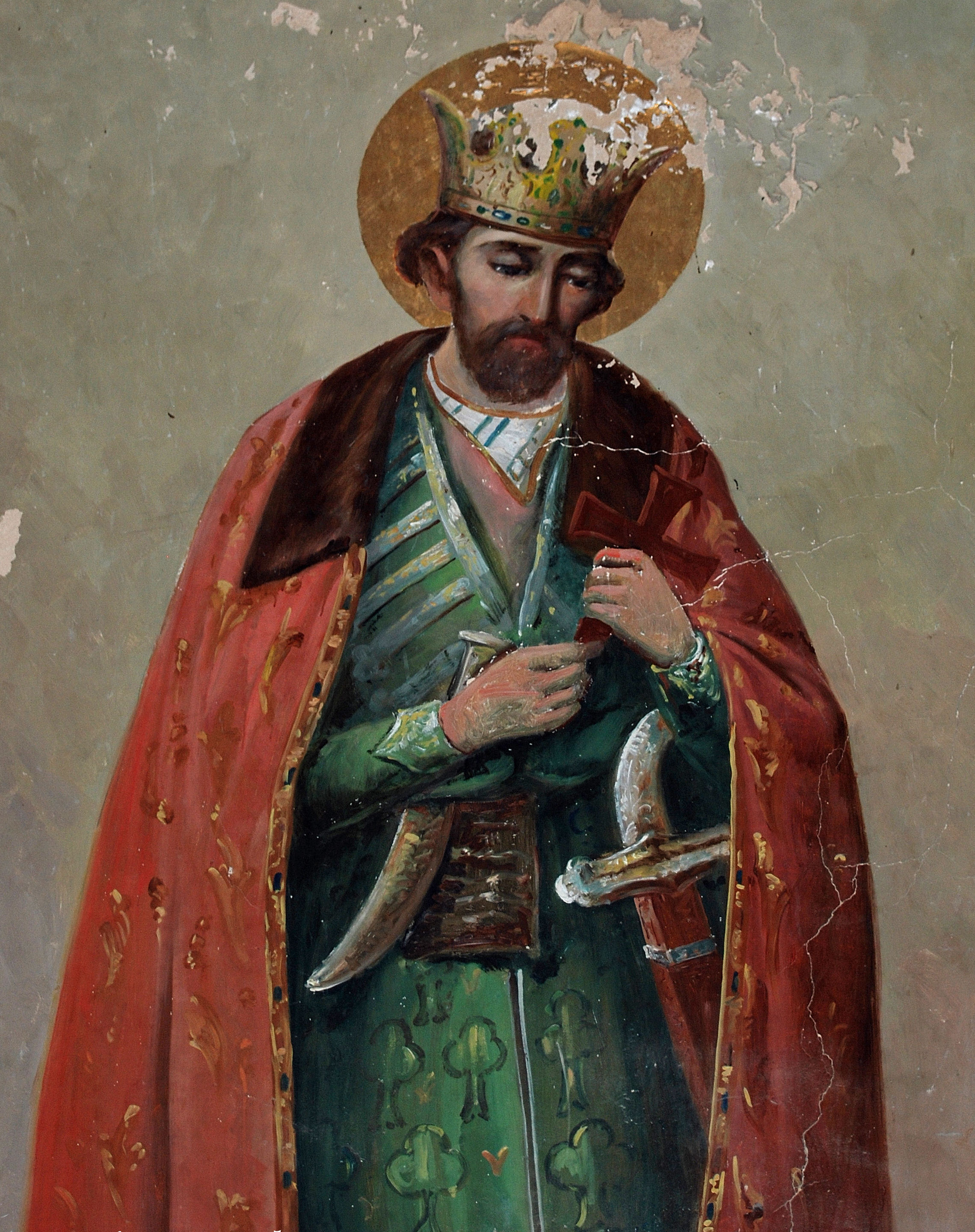
Царь-мученик Картли, Луарсаб II Багратиони. Пожаловал земельные угодья Давиду Багратиони-Давитишвили в 1608 году.

Мы услышали вашу речь и ваш отчет, помилуем вас и даруем вам село Абано в Земо Картли под руководством и трудом госпожи Ижалли, горы, поля, виноградники, воду, мельницы, пашню, поймы и пастбища, входы и выходы мы вам завещаем за все ваше наследство и родину.
Да благословит вас Бог в нашем верном служении.
Теперь я повелеваю вам, нашим визирам, секретарям и прочим сотрудникам, кем бы вы ни хотели быть и кем бы вы ни хотели быть, то и вы проведите сто лет, что бы это ни было написано в деле милосердия от нас, вы не воспрепятствуете и воздерживаться от чего-либо, даже от смиренного сотрудничества и поддержки.
Знак мой и повеление мое были написаны рукой нашего писца Туманишвили, писца ворот города Орони, города Мкататве.

Штамп: понедельникцарь Картли, Луарсаб II, 1608 г. 29.07. - Книга милосердия царя Луарсаба II, бокаултухуцесу Давиду Багратиони-Давитишвили
В более поздних хрониках становится известно, что тавади Элизбар Багратиони, бокаултухуцес, глава рода Багратион-Давитишвили с 1635/1637, после смерти его отца, Давида, был активным сторонником царя Картли, Ростом-хана, и даже привез ему из Сефевидского Ирана во дворец халат, подаренный тому шахом. Он также вывез из Ирана в 1639 году батонишвили Луарсаба (сына царевича Картли, Теймураз-Мирзы Багратиони, и его жены, неизвестной по имени дочери князя Давида Багратиони-Давитишвили), которого из-за бездетности царя-хана Ростома объявили наследником Картлийского престола. Этот же Элизбар помогал проиранской партии в Картлийском царстве подавить восстание царя Кахетии, Теймураза I, и в сражении 1648 года проиранская партия грузинских войск убила сына Теймураза, царевича Датуну. Голова его и прочих дворян были отосланы к шаху в Иран, и шах одарил Элизбара тремя деревнями в Гяндже.. Элизбар был активным сторонником царя-хана Ростома, а также его послом при дворе иранского шаха (после мятежа князя Цицишвили через него в Иран были отправлены пленные князья Чхеидзе). Элизбар был женат на представительнице боковой ветви рода Багратионов, княгине Тинатин Багратиони-Мухранской, и имел от этого брака сына — князя Давида Багратиони.
Другой представитель этого рода, князь Соломон Багратиони, после присоединения Картли-Кахетинского царства к Российской империи (1801) находился в оппозиции новому режиму. В 1803 году Соломон Багратиони бежал в Иран вместе со своим сродником, Теймуразом Багратиони, затем осуществлял переписку между шахским двором и Александром Багратиони, находившимся в Иране, также вел переписку между имеретинским царем Соломоном II Багратиони и прочими батонишвили, оставшимися в Грузии. В 1804 году он был арестован российскими властями. В 1806 году его выпустили под залог. Предки Соломона жили в Хелтубани, где владели поместьями.

### Более поздние сведения

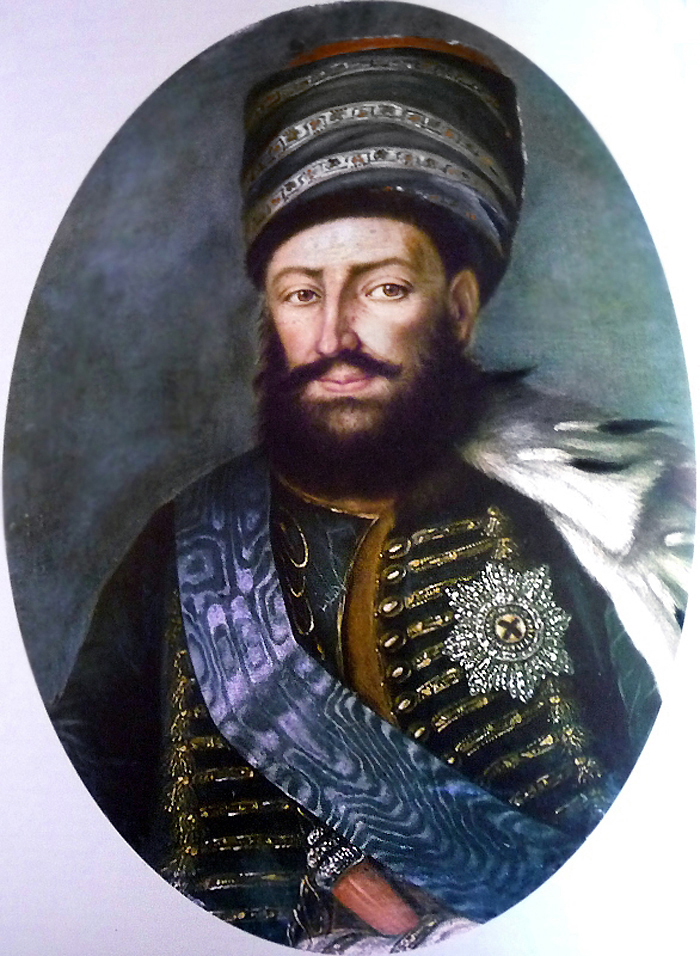
Царь Картли-Кахетинского царства, Ираклий II Багратиони.

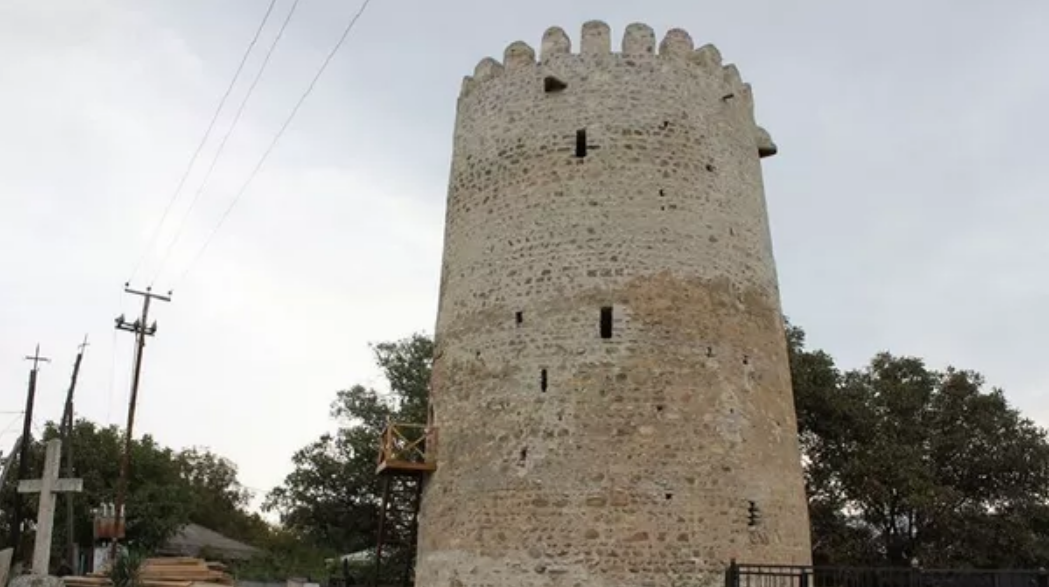
Башня принцев Багратион-Давитишвили в селе Пца после реставрации в 2020 году

Представители фамилии Багратион-Давитишвили (Ветвь кахетинского царского дома Багратионов) были упомянуты в «Книге решений» хана Ростома в 1634 году, в связи с владением деревни Сативе. Как выясняется из этого документа, тяжба между Давидом и его племянником Рамазом Багратион-Давитишвили шла о праве на владение деревней Сативе. Сативе досталась Давиду, но их потомки позже вновь вели тяжбу за владение этой стратегически важной деревней. Название Сативе исходит из слова тиви (плот) и означает место, с которого осуществляют сплав леса. В 50-е годы XVII века в результате неоднократного нашествия лезгин деревня Сативе была разорена.

В феврале 1761 года Заал Багратион-Давитишвили писал царю Ираклию II:
«В нашем имении Сативе уже не зажигается огонь, крепостных не осталось, те, кто спаслись от лезгин, рассыпались по разным местам, спасая свою жизнь».
На эту жалобу царский двор отреагировал оперативно, проведя определённые работы по возрождению деревни. Но повторно поселившиеся здесь крестьяне опять становились жертвой набегов лезгин. Поэтому царь принял особые меры для спасения деревни и её жителей. По его приказу Сативе освободили от отправки в дежурное войско отряда местных воинов, оставив их для защиты Сативе. Также освободили деревню от доставки провианта для дежурного войска и обещали в случае надобности прислать войско. Эти меры отбили охоту у лезгин нападать на хорошо вооруженный гарнизон деревни. В сентябре 1776 года было документально отмечено о хороших результатах в связи с принятием надлежащих мер по защите стратегического объекта Сативе.
В деревне Сативе возвышается церковь, построенная в середине XIX века на средства князей Багратион-Давитишвили. Церковь носит имя Святой Троицы и по своей архитектуре относится к церквям зального типа. Эта церковь служила усыпальницей семье Багратион-Давитишвили.

Церковь в селении Сативе, Грузия. Была построена на средства княжеского рода Багратион-Давитишвили.

На одном из камней имеется надпись мхедрули:
Под этим камнем покоится прах княгини Мелании, родительницы подпоручика Александрэ Багратион-Давитишвили… скончавшейся 4 января 1857 года
Церковь была восстановлена в наше время, но многие драгоценные сосуды и другая церковная утварь в эпоху правления коммунистов были утеряны.

### Возвращение родовой фамилии после долгого изгнания
В Грузии в конце XVIII века и в Российской Империи в начале XIX века Давитишвили возвращают себе свою родовую фамилию, прибавляя к прежней фамилии прозвание Багратиони.
Именным Высочайшим указом императора Николая I 11 декабря 1849 года в княжеском достоинстве Российской империи был утвержден князь Соломон Ростомович Багратион-Давитишвили с признанием этого титула за всем его законным потомством. Определениями Правительствующего Сената 21 августа 1857 и 4 сентября 1889 годов к этому роду были причислены князья:
- Эдишер,
- Николай,
- Александр Соломонович,
- и Соломон Эдишерович Багратион-Давитишвили.[4]

Остальные ветви рода князей Багратион-Давитишвили были Высочайше утверждены в российском княжеском достоинстве 6 декабря 1850 года в числе прочих родов, внесенных в именной посемейный список князей Грузии. В этом списке значатся:
- князь Георгий Ростомович с женой Саломе и матерью вдовой Мариам:
- князь Заал Георгиевич с женой Екатериной, и дочерью Елизаветой:
- Вдова князя Ивана Мелания с сыном Александром,
- Вахтанг Леванович с дочерьми Софьей и Натальей,
- вдова князя Георгия Елизавета с сыновьями Шанше (с женой его Гаянэ) и Константином Георгиевичами.[4]

### Известные представители

Детское фото Вахтанга Кикабидзе с его матерью, княгиней Мананой Багратион-Давитишвили

Из известных представительниц этого рода следует отметить княгиню Манану Багратиони — она была в первом браке за Георгием Симоновичем Черкезишвили, а во втором — за Константином Николаевичем Кикабидзе (1910—1942). Её сын, от второго брака, Вахтанг Константинович Кикабидзе, являлся очень известным на весь Советский союз и Грузию киноактером и певцом.

Сам Вахтанг говорил: 
Наш род правил Грузией тысячу лет. В 1936-37 годах наш род разгромили: кого расстреляли, кого выселили. Моя тетя, старшая сестра мамы, где-то в Сибири была в ссылке. До сих пор ходит в Тбилиси такая байка. Собралась как-то за столом поэты. Кто-то поднял тост: «За Берия!». А мой дядя, муж маминой сестры, известный поэт и писатель, один из группы символистского течения «Голубые роги», сказал: «Я за этого негодяя пить не буду!» Его отец к тому времени уже несколько лет сидел. Ночью дядю арестовали. Кто-то донес, настучал. А через два дня — и супругу его забрали… Вернулась из ссылки постаревшая, хромая женщина. А ведь с неё в свое время художник Ладо Гудиашвили писал царицу Тамару. Помните, ещё открытки такие были? Жить тогда было трудно, квартир не было, ютились в каких-то каморках. Мое детство прошло в бывшей кухне, на цементном полу. Из-за этого всю жизнь болят ноги — простудил. Мой дед — Константин Багратиони — все время говорил: «Пока Тамара из ссылки не вернется, не беспокойтесь — я не умру!» Так и случилось. В тот вечер, когда она пришла, мне было, наверное, уже лет девять. Ночью, таясь (мы ведь считались «семьей врага народа»!), пришли в гости друзья. Дед их встретил, потом пошел к себе в комнату. Мама сказала: «Ну, теперь спокойно будет спать!» Утром смотрим — к девяти часам дед не выходит, к десяти… Вошли к нему — а он, оказывается, во сне и скончался… Брат деда лежал на тот момент в больнице. В семье решили ему не говорить, что Константин умер. Но, видно, кто-то из посторонних проговорился — он из больницы сбежал, но пришел проститься. Я помню: такой красавец, вроде бы крепкий… Увидел деда, упал на пол — и тоже скончался. Обоих хоронили.

## дворяне Багратион-Давитишвили
В первой половине XVIII века от княжеского дома Багратион-Давитишвили возникла дворянская ветвь, основателем которой был сын Давида Багратион-Давитишвили, сын бокаултухуцеса Элизбара - Иессе. Об их происхождении упоминает Иоанн Багратиони в своем сочинении «Краткое описание фамилий князей и дворян, живущих в Грузии»:
Они потомки благородного рода Багратион-Давитишвили - и также они родственники князя Давитишвили и его вассалы, возведенные в дворянство от царей, о чем мы написали для сына Давида, и о них также сообщается в трактате.царевич Иоанн Багратиони, краткое описание фамилий князей и дворян, живущих в Грузии. Редактор и издатель З.Качелашвили. Т. , 1997, с.63
С 19 века дворянский род Багратион-Давитишвили разделился на две части, одна ветвь которой проживала в селе Карби Горийского муниципалитета, а другая в селе Кошки.
В 2014 году потомки дворян Багратион-Давитишвили вернули себе историческую фамилию - Багратиони (13. Решение Агентства развития государственной службы Министерства юстиции Грузии от 7 февраля 2014 года. Хранится в семейном архиве Бежана Багратиони и архиве дома Багратовани). Сегодня потомки дворянской ветви княжеского рода Багратион-Давитишвили живут как в Грузии, так и за её пределами. Пользуются фамилией Багратион или Багратиони.

## князья Багратион-Рамазишвили
Согласно историческим источникам XVI-XVIII веков, не раз и многие цари выбирали стороны в борьбе из-за разногласий между двумя ветвями царского дома Багратионов - Давитишвили и Рамазишвили. Семья Багратион-Рамазишвили оспаривала раздел имения, а семья Багратион-Давитишвили не разделяет их «притязаний» и подчеркивают: «Никто не дал им и доли в имении князей Давитишвили». Одна часть острого спора решается в пользу семьи Багратион-Давитишвили, а другая - в пользу семьи Багратион-Рамазишвили.
Из документов, отражающих историю Багратион-Рамазишвили, ветви Багратион-Давитишвили, мы знаем, что во время правления Ростома произошёл спор между Давидом Бокаултухуцесом и его племянником Рамазом, который является сыном младшего брата Давида Бокаултухуце Гиоргия. Об этом Георгии рассказывает «история о ослепленных (Ака амбави. Твалдамцврианта)» Фарсадана Горгиджанидзе: у Давида Давитишвили есть младший брат - Георгий, который является их сводным братом, помимо Константина, Элизбари, Давида и Сиаоши; он сын Рамаза Давитишвили от его второй жены, а именно от жены владельца Шавшети.
Думается, что за этим моментом последовало обострение отношений между братьями, т. е. в связи с проблемой владения имениями Багратионов, братьев, ныне враждующих, снова был поднят вопрос о господстве: «Младшего брата Георгия, Иматия, выгнали, и не дали ему ни одного слуги».
Георгий Багратион-Давитишвили — сын Рамаза Багратион-Давитишвили, от второй его жены и младший сводный брат старшего Багратион-Давитишвили — «обнищал», оставил имения князей Багратион-Давитишвили в Картли и перебрался в Самцхе. Тогда они и стали ответвлением князей Багратион-Давитишвили, превратившись в Багратион-Рамазишвили. Поэтому старшая ветвь (Давитишвили) больше не считает Георгия своей частью и «частью рода».
Георгий, отделившийся от Багратион-Давитишвили и изгнанный из Шида Картли, спасся от «нищеты» в Самцхе, получил большое имение и «остался в Самцхе».
В конце 18 века и конце 19 века часть таких княжеских фамилий вновь обретает старую, основную фамилию, Багратиони. Так произошло и с ветвью Багратион-Давитишвили.
В списке князей и дворян Картл-Кахети 1783 года этот род упоминается как «тавади Давитишвили-Багратовани». Естественно, за это боролись бы и Багратион-Рамазишвили; как младшая ветвь дома Багратион-Давитишвили они возвращают себе старую фамилию - Давитишвили и, следовательно, также Багратиони.
Шанше амилахор, параллельно с жарким спором о поместьях, также позаботился о возвращении старой фамилии — его попытка увенчалась успехом. Вот почему Шанше иногда называют Рамазишвили, иногда Давитишвили. При этом поясняется, что в XIX веке, в частности, при Теймуразе и Баграте батонишвили, Шанше и его ветвь упоминались только как Давитишвили. Изучение истории рода Багратион-Давитишвили в XVII-XVIII вв. позволило установить генеалогию этой ветви, личность глав указанного феодального дома; в таких выпусках представлены несколько исторических личностей или политических событий, сыгравших важную роль в положении страны в то время. В результате изучения истории родового спора между Давитишвили и родом Рамазишвили установлена родословная Рамазишвили, существовавшая до конца XVIII-XIX вв.
В результате обсуждения сложного бракоразводного процесса у Садавитишвили (сатавадо Давитишвили) становится известно происхождение всех четырёх «семей» этой ветви:
1. «дети Заала» — от сына Георгия Давитишвили, Заала.
2. «дети Элизбара»  — от Иоанне, сына Элизбара Багратион-Давитишвили,
3. «дети Шанше»  - от Шанше Рамазишвили,
4. «сыновья Леона»  - от Левана Рамазишвили, ветви Рамазишвили.

## князья Давыдовы, они же Хохоничевы (российская ветвь Багратион-Давитишвили)
Потомство царя кахетинского Александра I (ум. 1511). Его младший сын Деметре (Дмитрий) Твалдамцари, по имени сына которого, Давыда, получил прозвание князя Давыдова выехавший в Россию (1666) под власть царя Алексея Михайловича.
1. Правнук Александра I — Элизбар (Илья) Романович, стольник (ум. до 1681); у него жена Анна и сын князь Фёдор.
2. Князь Хони (ум. 1681) с женой Екатериной имел пятерых сыновей, из которых князь Панкратий был женат на сестре Ростовского митрополита Георгия (Дашкова).
3. Князья Панкратий и Григорий — арзамасские помещики (1697).
4. Четверо представителей рода владели населёнными имениями (1699).

Род этот, выехавший в Россию, вымер.

## Княжеская линия Багратион-Бабадиши
Ещё одна ветвь Кахетинского Царского Дома. Также носят титул тавади, князья. Их родоначальником является Росеб Багратиони (1635).  
В Высочайше утверждённом 6 декабря 1850 года посемейном списке княжеских родов Грузии показаны князья Бабадиши, признанные в Российской империи княжеским достоинством с фамилией Бабадышевы: 
- прапорщик (впоследствии штабс-капитан) Георгий (Глаха) Росебович (1817—до 1875), потомство которого существует и в наше время,

- его двоюродный брат Ростом Багратович (1826—?), не оставивший потомства,

- его троюродные братья Иосиф (1821—?),

- Леван (1834—?) и Григорий (1838—?) Семёновичи, из которых только последний оставил потомство, угасшее в 1988 году,

- и их двоюродный дядя Кайхосро Сапатович (Сафатович) (1794—?), не оставивший потомства.[1]

Герб князей Багратион-Бабадиши

Потомки царя Давида II приходились бы царевичу Иоанну четвероюродными братьями; это достаточно близкое родство, чтобы с доверием принять свидетельство о нём представителя царствующей ветви Кахетинского Дома. Но родословная, представленная князьями Бабадыши при рассмотрении их дела, восходит к более раннему времени (их родоначальник Росеб, судя по датам жизни его правнуков, мог родиться не позже 1630-х гг., тогда как царь Давид (Имам-Кули-хан) родился в 1678 г. Таким образом, либо генеалогическая таблица семьи, представленная в дворянское собрание, в первых поколениях недостоверна, либо царевич Иоанн ошибается (князь Юрий Чиковани склоняется к последнему варианту, хотя и не исключает возможности, что Бабадиши могут быть потомками какой-то побочной ветви кахетинских Багратионов). 
Эта фамилия показана в списке кахетинских князей, приложенном к Георгиевскому трактату 1783 г. В Высочайше утвержденном 6 декабря 1850 г. посемейном списке княжеских родов Грузии показаны:
- Георгий Росебович,

- Кайхосро Сапатович (Сафатович),

- Иосиф, Леван и Григорий Семёновичи

- и Ростом Багратович Бабадышевы внесены в V часть родословной книги Тифлисской губернии.

Род князей Бабадышевых не имеет Высочайше утверждённого в России герба, но известен родовой герб, которым пользовалась эта семья (он включает и родовые эмблемы Багратионов).

## Современный глава царского дома Грузии

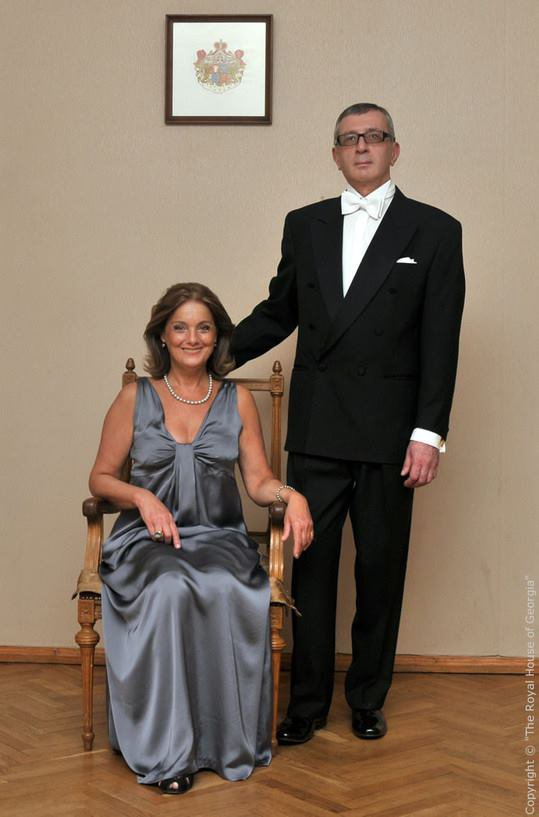
Царевич и Светлейший Князь Нугзар Петрович Багратион-Грузинский, глава грузинского царского дома Багратионов, единственный законный наследник престола Грузии. Сидит рядом с ним его жена, светлейшая княгиня и царевна Лейла Георгиевна Багратион-Грузинская.

1. 28 декабря 1800 — 13 мая 1819: Давид (XII) Георгиевич, сын последнего царя Георгия XII
2. 13 мая 1819 — 15 февраля 1830: Иоанн (I) Георгиевич, его брат
3. 15 февраля 1830 — 21 сентября 1830: Григорий (I) Иоаннович, его сын
4. 21 сентября 1830 — 15 сентября 1880: Иоанн (II) Григорьевич, его сын
5. 15 сентября 1880 — 24 сентября 1888: Давид (XIII) Багратович, его двоюродный дядя
6. 24 сентября 1888 — 3 февраля 1922: Пётр (I) Александрович, его племянник
7. 3 февраля 1922—1939: Константин (III) Петрович, его сын
8. 1939 — 13 августа 1984: Пётр (II) Петрович, его брат
9. с 13 августа 1984 : Нугзар (I) Петрович, его сын

В настоящее время Нугзар Петрович не имеет мужского потомства. Его вероятным наследником с точки зрения салического закона являлся до своей смерти 17 июля 2018 года его четвероюродный брат бездетный светлейший князь Евгений Петрович Багратион-Грузинский[d], сын умершего в 2006 году светлейшего князя Петра Петровича Багратион-Грузинского[d]
Однако сам Нугзар Петрович рассматривает в качестве своей наследницы свою старшую дочь царевну и светлейшую княжну Анну Нугзаровну Багратион-Грузинскую.

###### Главенство в Кахетинском Доме по закону 1791 года
Однако не следует упускать из вида, что в Картли-Кахети в 1791 году был принят закон, согласно которому царская власть переходила от брата к брату. По мнению историков, этот закон был принят Ираклием II под влиянием его третьей жены царицы Дареджан, стремившийся обеспечить престол за одним из своих сыновей. После смерти Ираклия II грузинское общество разделилось — одни поддерживали в качестве наследника сына Георгия XII, Давида, другие — брата Георгия XII, Юлона. Георгий XII стремился закрепить престол за своим потомством — Павел I удовлетворил просьбу Георгия XII и утвердил 18 апреля 1799 года наследником престола царевича Давида, что вызвало возмущение братьев Георгия XII. С точки зрения закона 1791 года главенство в доме после смерти Георгия XII было следующим:
- 28 декабря 1800 — 23 августа 1816: Юлон Ираклиевич, брат Георгия XII
- 23 августа 1816 — 2 декабря 1827: Теймураз Ираклиевич, его брат (католикос Антоний II)
- 2 декабря 1827 — 15 октября 1834: Мириан Ираклиевич, его брат
- 15 октября 1834—1844: Александр Ираклиевич, его брат
- 1844 — 30 марта 1852: Фарнаоз Ираклиевич, его брат — последний из сыновей Ираклия II.

В престолонаследии Грузии лишь Кахетинский Царский Дом династии Багратионов является легитимным претендентом на престол. Причина в том, что последним царем объединённой Грузии был Георгий VIII (1446-1466), после которого страна была разделена на несколько частей.
Только прямые потомки этого царя имеют право претендовать на трон объединённой Грузии, но не имеретинская, ни картлийские линии, которые не связаны с Георгием VIII. 
Вопрос законного наследования регулируется грузинским династическим законодательством и поддерживается международным правом. По этим законам Его Царское Высочество Принц Нугзар Багратиони-Грузинский является законным наследником Царского Престола Грузии.
В 2006 году Домом Багратионов был подписан меморандум, в котором Нугзар Багратиони-Грузинский был признан наследником царского престола.
С этим документом можно ознакомиться на официальном сайте Его Царского Высочества, Багратион-Грузинского Нугзара Петровича.
Меморандум подтверждает юридические, исторические и генеалогические причины, по которым он является царским наследником. Кроме того, в меморандуме содержатся юридические документы историков Академии наук Грузии, признание царевича Нугзара законным наследником от Грузинского генеалогического общества и собрания грузинской знати, а также исторические документы, хранящиеся в библиотеках Грузинской и Российской государственной Архивы. Кроме того, в меморандуме содержится признание царевича Нугзара законным наследником со стороны Общероссийского Монархического Центра, ученый совет Московского мемориального музея Российского Императорского Имени и Императорского Петропавловского общества.
Ни Картлийская, ни Имеретинская линия Багратионов не являются прямыми наследниками последнего царя объединённой Грузии Георгия XII.  
Эти ответвления также не представляют прямых наследников царя Георгия VIII, правившего до распада единого Грузинского царства. Престол единой Грузии принадлежит только царскому дому Багратион-Грузинских, а Его Царское Высочество Нугзар Багратиони - нынешний наследник престола и глава царского дома. Следовательно, как царский наследник, принц Нугзар имеет полное право в соответствии с династическим законом назвать своего будущего наследника. 
Эта наследница — царевна Анна Багратиони-Грузинская.

## Восходящее родословие
1. Адарнасе I
2. Ашот I Куропалат, ум. 826, царь Грузии (809—826)
3. Баграт I, ум. 876, князь Иберии (830—876)
4. Давид I, ум. 881, князь (876—881)
5. Адарнасе IV, ум. 923, царь Грузии (888—923)
6. Сумбат I, ум. 958, царь Грузии (937—958)
7. Баграт II, ум. 994, царь Грузии (958—1994)
8. Гурген, ум. 1008, царь царей Грузии (994—1008)
9. Баграт III, ум. 1014, царь Грузии (978—1014)
10. Георгий I, ум. 1027, царь Грузии (1014—1027)
11. царевич Димитри
12. Давид
13. Давид
14. Атон
15. Джадарон
16. Давид Сослан, ум. 1207, муж и соправитель Тамары, ум. 1213, царицы Грузии (1184—1213)
17. Георгий IV, ум. 1223, царь Грузии (1213—1223)
18. Давид VII, ум. 1270, царь Грузии (1247—1270)
19. Деметре II, ум. 1289, царь Грузии (1270—1289)
20. Георгий V, ум. 1346, царь Грузии (1299—1346 (с перерывом))
21. Давид IX, ум. 1360, царь Грузии (1346—1360)
22. Баграт V, ум. 1393, царь Грузии (1360—1393)
23. Константин I, ум. 1411, царь Грузии (1407—1411)
24. Александр I, ум. 1446, царь Грузии (1412—1442)
25. Георгий VIII, ум. 1476, царь Грузии (1446—1466) и царь Кахетии (1466—1476)
26. Александр I, ум. 1511, царь Кахетии (1476—1511).  От его младшего сына, царевича Деметре, происходит княжеский род Багратион-Давитишвили (от имени одного из потомков Деметре).
27. Георгий II Злой, ум. 1513, царь Кахетии (1511—1513)
28. Леван, ум. 1574, царь Кахетии (1518—1574)
29. Александр II, ум. 1605, царь Кахетии (1574—1605 (с перерывом))
30. Давид I, ум. 1602, царь Кахетии (1601—1602)
31. Теймураз I, ум. 1663, царь Кахетии (1606—1648 (с перерывами) и царь Картли (1625—1632)
32. Царевич Давид Теймуразович, ум. 1648 Один из его сыновей, Иосеб, стал родоначальником княжеского рода Багратион-Бабадишвили.
33. Ираклий I, ум. 1709, царь Картли (1688—1703) и Кахетии (1703—1709)
34. Теймураз II, ум. 1762, царь Кахетии (1733—1744 (с перерывом) и Картли (1744—1762)
35. Ираклий II, ум. 1798, царь Грузии (1762—1798)
36. Георгий XII, ум. 1800, царь Грузии (1798—1800)
  1. Царевич Баграт Георгиевич, ум. 1841
  2. Светлейший Князь Александр Багратович Багратион-Грузинский, ум. 1865
  3. Царевич и Светлейший Князь Пётр Александрович Багратион-Грузинский, ум. 1922, глава Грузинского Царского Дома (1888—1922)
  4. Царевич и Светлейший Князь Пётр Петрович Багратион-Грузинский, ум. 1984, глава Грузинского Царского Дома (1939—1984)
  5. Царевич и Светлейший Князь Нугзар Петрович Багратион-Грузинский, глава Грузинского Царского Дома (с 1984 года)
  6. Царевна и светлейшая княжна Анна Нугзаровна Багратион-Грузинская, наследница Главы Грузинского Царского Дома (с 1984 года).